# UFC Fight Night: dos Santos vs. Ivanov
UFC Fight Night: dos Santos vs. Ivanov var en MMA-gala som arrangerades av Ultimate Fighting Championship och ägde rum 14 juli 2018 i Boise i USA.